# Жарколь (Костанайская область)
Жарколь (каз. Жаркөл) — село в Фёдоровском районе Костанайской области Казахстана. Входит в состав Фёдоровского сельского округа. Код КАТО — 396843100.

## Население
В 1999 году население села составляло 832 человека (418 мужчин и 414 женщин). По данным переписи 2009 года, в селе проживало 790 человек (376 мужчин и 414 женщин). По данным переписи 2021 года, в селе проживал 701 человек (339 мужчин и 362 женщины).